# チアキ・イシイ
チアキ・イシイ（Chiaki Ishii、石井 千秋、1941年10月1日- ）は、栃木県足利市出身の柔道家。男性。1969年にブラジルに帰化した。得意技は大内刈。彼の2人の娘、タニア・イシイ、バニア・イシイも柔道家である。

## 来歴

### 生家は柔道道場
生家は天神真楊流柔術の流れを汲む柔道の足利造士館石井道場。五男の末っ子として生まれる。
祖父は慶応2年生まれの天神真楊流柔術の石井清吉柳喜斎源正義こと石井清吉。清吉は大正に入って嘉納治五郎から請われ道場の看板を柔道に変える。それ以来、父親の石井勇吉（1970年現在、柔道七段）は清吉に講道館の寒稽古・暑中稽古に送られみっちり鍛えられる。チアキはこのころ講道館六段が清吉に贈られたと述べている。一方で勇吉は六段が贈られたのは道場出身者が柔道界で実績を上げたのちの1950年1月29日だと述べている。清吉は羽織袴姿で死ぬまで道場に出ていたのでチアキの稽古も見守られていた。兄の石井勇は早稲田大学柔道部で戦後初の渡米学生チームの主将。

### 少年時代・学生時代
中学で柔道初段、足利高校時代に三段となる。兄と同じ早稲田大学柔道部に入る。大沢慶己の指導をうける。大学に入ってすぐに四段となり、レギュラー選手に。16人の四段を抱える柔道部で団体戦では三将、大将を担当するほどの腕前に。1963年、岡野功に敗れ1964年東京オリンピック出場の夢はかなわず。

### ブラジルへ移民・南米武者修行
1964年、大学卒業の翌日、農業で身を立てることを夢みてブラジルに渡る。農業移民としてサンパウロ州プレジデンテ・プルデンテの農業学校に入る。ブラジルについてすぐに全ブラジル大会に出場し、皆をやっつけた。まもなくエリオ・グレイシーと10分6ラウンド柔術デスマッチで二度引き分けて負けずに全ブラジルに勢力を広げていたブラジル柔道小野派のトップ小野安一に指導員としてスカウトされる。全伯柔剣道大会で優勝。ブラジル柔道主流派のトップ大河内辰夫に1964年東京オリンピック中量級ブラジル代表塩沢良平の指導を頼まれ、一ヶ月、サンパウロに滞在する。オリンピックでは塩沢は予選リーグで三勝し決勝リーグに進むが韓国代表金義泰（天理大学）に合わせ技で敗れ入賞ならず。チアキはその後も大河内派の支部道場を回り指導を続ける。1964年暮れあたりからブラジルを出て一年半に及ぶアルゼンチン、チリ、ペルーの南米武者修行の旅に。

### 五輪目指してブラジルへ帰化・ブラジリアン柔術との出会い
ブラジルサンパウロに戻ると在ブラジル柔道家倉智光の道場に寝食の世話になる。倉智はブラジル柔道小川龍造派の柔道家だった。小野に彼の息子の小野晃の指導を頼まれ、1967年、パンアメリカン競技大会柔道男子63kg級金メダリストに育てあげる。小野に多額の謝礼をもらう。1968年までに柔道五段を獲得。1969年、農業はあきらめ、伯国柔道連盟初代会長のアウグスト・コルデイロにブラジル柔道発展のためにブラジルに帰化してオリンピックでメダルをとらないかと薦められる。在ブラジル日本人柔道家の間では日本で柔道を学んだ者は帰化して五輪などにでてはいけないという風潮だった。しかし、倉智の薦めで11月、帰化手続き終了し、柔道に打ち込む。12月、リオデジャネイロ市マラカナン体育館での大きな大会で2階級制覇。1970年、パンアメリカン大会無差別級と93kg級で優勝。サンパウロに道場「柔道カンピオン石井」を開設。チアキ本人によるとブラジリアン柔術家が入門者を装ったり道場やぶりで度々、挑戦してくるようになる。落とされそうになったり骨を折られそうになったりで苦戦するため困ったチアキは1970年頃、エリオ・グレイシーの一番弟子でサンパウロの柔術の神様ペドロ・エメテリオのブラジリアン柔術道場アカデミア・デ・ペドロ・エメテリオ柔術に弟子入りし、代稽古、立ち技の指導員にもなった。チアキが柔道の立ち技を教え、エメテリオがチアキに寝技を教えた。本人によると、エメテリオとの寝技の稽古ではチアキが日本で習った寝技は役たたず歯が立たなかった。結果、寝技をマスターし、本人によると当時の経験がのちの世界柔道選手権やオリンピックで役立つことになる。ブラジリアン柔術はいわばブラジル柔道前田光世派の分派であった。そして前田は早稲田大学柔道部の大先輩だった。チアキも早稲田大学に入学した時、柔道場の最上部の一番右側に前田の名札を見ていた。エリオ・グレイシー率いる柔術軍と空手軍のバーリトゥード対抗戦に居合わせる。すでに60歳を越えていたエリオと空手の師範との対戦は空手の師範が逃げだして行われなくなるほどの柔術軍の圧勝を目撃する。チアキもリングに上がりたい衝動をうけるがノンアマチュアで世界柔道選手権大会、オリンピックなどに出場できなくなるので思いとどまる。柔道に活かすべくラグビー、ボディビル、エメテリオの紹介でブラジリアン柔術家との他流試合など他のスポーツも行う。1971年までに相撲の全伯角力選手権大会でも5度優勝。
1971年世界柔道選手権大会および1972年のミュンヘンオリンピックで共に銅メダルを獲得している。2010年6月、九段に昇段。2016年、世界ベテラン柔道大会75kg級優勝。2016年リオデジャネイロオリンピックの前には聖火ランナーをつとめる。

## 著作
- 石井勇吉、石井千秋『黒帯三代 南米紀行・米洲を征覇して』石井機械製作所、1971年。
- 石井千秋『ブラジル柔道のパイオニア』2014年3月。